# Beata Kowalska (socjolog)
Beata Kowalska (ur. 1965 w Krakowie) – polska socjolożka, wykładowczyni akademicka, profesor uczelni, feministka, działaczka równościowa.

## Życiorys
W 1996 roku obroniła doktorat na Wydziale Filozoficznym Uniwersytetu Jagiellońskiego na podstawie rozprawy Kulturowe tło wielkich ruchów religijnych u progu ery nowożytnej. Promotorem jej pracy był prof. Andrzej Flis, prof UJ. W 2013 roku uzyskała stopień doktora habilitowanego rozprawą Kobiety, rozwój, obywatelstwo w Haszymidzkim Królestwie Jordanii. Recenzentami byli: prof. Krzysztof Gorlach, prof. Marek Marian Dziekan, prof. Danuta Duch-Krzystoszek.
Jej badania naukowe obejmują tematy związane z muzułmańskim feminizmem i sytuacją kobiet w krajach Bliskiego Wschodu. W obszarze jej zainteresowań leży również zaangażowanie w programach na rzecz równości płci w kraju i za granicą. Podejmowane badania oraz zainteresowania znajdują odbicie w prowadzonych przez prof. UJ Kowalską kursach zarówno z dziedziny studiów rozwojowych, jak i studiów genderowych. Za swoją działalność została wyróżniona najważniejszą nagrodą JM Rektora Uniwersytetu Jagiellońskiego za dydaktykę – Pro Arte Docendi.
Najważniejsze stypendia i wykłady zagraniczne: Cambridge University, Instytut Nauk o Człowieku w Wiedniu, American Centre for Oriental Research w Ammanie, New School for Social Research w Nowym Jorku, Rutgers University, Bufflo University. Stypendystka Programu Fulbrighta.
Rzeczniczka Praw i Wartości Akademickich UJ na kadencję 2020–2025. Członkini Honorowa Rady Klimatycznej Uniwersytetu Jagiellońskiego na kadencję 2020–2024.

## Wybrane publikacje
Opracowano na podstawie materiału źródłowego

### Książki
- Kobiety, rozwój, obywatelstwo w Haszymidzkim Królestwie Jordanii, Kraków: Wydawnictwo Uniwersytetu Jagiellońskiego, 2013 (rozprawa habilitacyjna)[10][11].
- Zapomniani Bracia: ginący świat chrześcijan Bliskiego Wschodu, Kraków: Wydawnictwo WAM 2003 (z Andrzejem Flisem)[12].

### Redakcje książek
- Kalejdoskop genderowy. W drodze do poznania płci społeczno-kulturowej w Polsce, Kraków: Wydawnictwo Uniwersytetu Jagiellońskiego, 2011 (z Krystyną Slany i Magdaleną Ślusarczyk)[13].
- Kobieta w kulturze i społeczeństwie, Kraków: Wydawnictwo Rabid, 2009 (z Benem Koschalko i Katarzyną Zielińską)[14].
- Homoseksualizm. Perspektywa interdyscyplinarna, Kraków: Zakład Wydawniczy Nomos 2005 (z Krystyną Slany i Marcinem Śmietaną)[15].

### Artykuły, rozdziały
- O metodologii feministycznej: ogólnie i osobiście, „Studia Humanistyczne AGH”, tom 11/2/2012[16]
- Queerowanie islamu, [w:] Katarzyna Górak-Sosnowska (red.), Queer a islam. Alternatywne seksualności w kulturach muzułmańskich, Gdańsk: Wydawnictwo Smak Słowa, 2012[17]
- Global Dreams: Class, Gender, and Public Space in Cosmopolitan Cairo, „Social Anthropology” nr 19/2011
- Rozwój i kobiety, [w:] Katarzyna Górak-Sosnowska, Joanna Jurewicz (red.), Kulturowe uwarunkowania rozwoju w Azji i Afryce, Łódź: Wydawnictwo Ibidiem, 2010[18].
- Socjologia krytyczna a rozwój gender studies, [w:] Krystyna Slany, Justyna Struzik, Katarzyna Wojnicka (red.), Gender w społeczeństwie polskim, Kraków: Zakład Wydawniczy Nomos, 2010[19].
- Obywatelstwo i płeć na Bliskim Wschodzie na przykładzie Haszymidzkiego Królestwa Jordanii, [w:] Marta Warat, Agnieszka Małek (red.), Ponad granicami. Kobiety, migracje, obywatelstwo, Kraków: Wydawnictwo Uniwersytetu Jagiellońskiego, 2010[20].
- Edukacja kobiet na Bliskim Wschodzie: wybrane aspekty, [w:] Krystyna Slany, Zygmunt Seręga (red.), Sprostać zmianom! Szkice o powinnościach współczesnej socjologii,  Kraków: Zakład Wydawniczy Nomos, 2009[21].
- Płeć w badaniu socjologicznym, [w:] Beata Kowalska, Katarzyna Zielińska, Ben Koschalka (red.), Kobieta w kulturze i społeczeństwie, Kraków: Wydawnictwo Rabid, 2009.
- O upadku imperium, republice i zasłonie: zmagania kobiet tureckich o autonomię, [w:] Beata Kowalska, Katarzyna Zielińska, Ben Koschalka (red.), Kobieta w kulturze i społeczeństwie, Kraków: Wydawnictwo Rabid, 2009[22].
- Kontrola kobiecej cielesności: refleksje o orientalizmie, fundamentalizmie i zasłonie, [w:] Joanna Bator, Anna Wieczorkiewicz (red.), Ucieleśnienie II. Między ciałem a tekstem, Warszawa: Wydawnictwo Instytutu Filozofii i Socjologii Polskiej Akademii Nauk, 2008.
- Płeć, islam a zmiana społeczna: dylematy współczesnego dyskursu emancypacyjnego na Bliskim Wschodzie, [w:] Andrzej Kapiszewski (red.), Świat arabski w procesie przemian. Zmiany społeczne i kulturowe oraz reform polityczne, Kraków: Księgarnia Akademicka, 2008[23].
- Polityka integracyjna w Polsce: zarys problematyki, [w:] Krystyna Slany (red.) Migracje kobiet: perspektywa wielowymiarowa, Kraków: Wydawnictwo Uniwersytetu Jagiellońskiego, 2008.
- Fundamentalizm i płeć: analiza porównawcza, [w:] Katarzyna Leszczyńska, Agnieszka Kościańska, Kobiety i religie, Kraków: Zakład Wydawniczy Nomos 2006.

## Wybrane projekty
Opracowano na podstawie materiału źródłowego
- Płeć i obywatelstwo, badania terenowe, Amerykańskie Centrum Badań Orientalnych w Ammanie (2008–2011)
- Przeskoczyć mur: kobiety w czasie transformacji, projekt w ramach Grundvig Workshop Programme (2010)
- European Biographies: Biographical Approaches in Adult Education – Grundtvig Learning Partnerships Projects (2009–2011)
- Women in the Transition Period: Comparative Perspectives, British Foreign and Commonwealth Office under the Global Opportunities Fund, Re-Uniting Europe Programme, Armenia.